# Juan Alcayaga (actor)

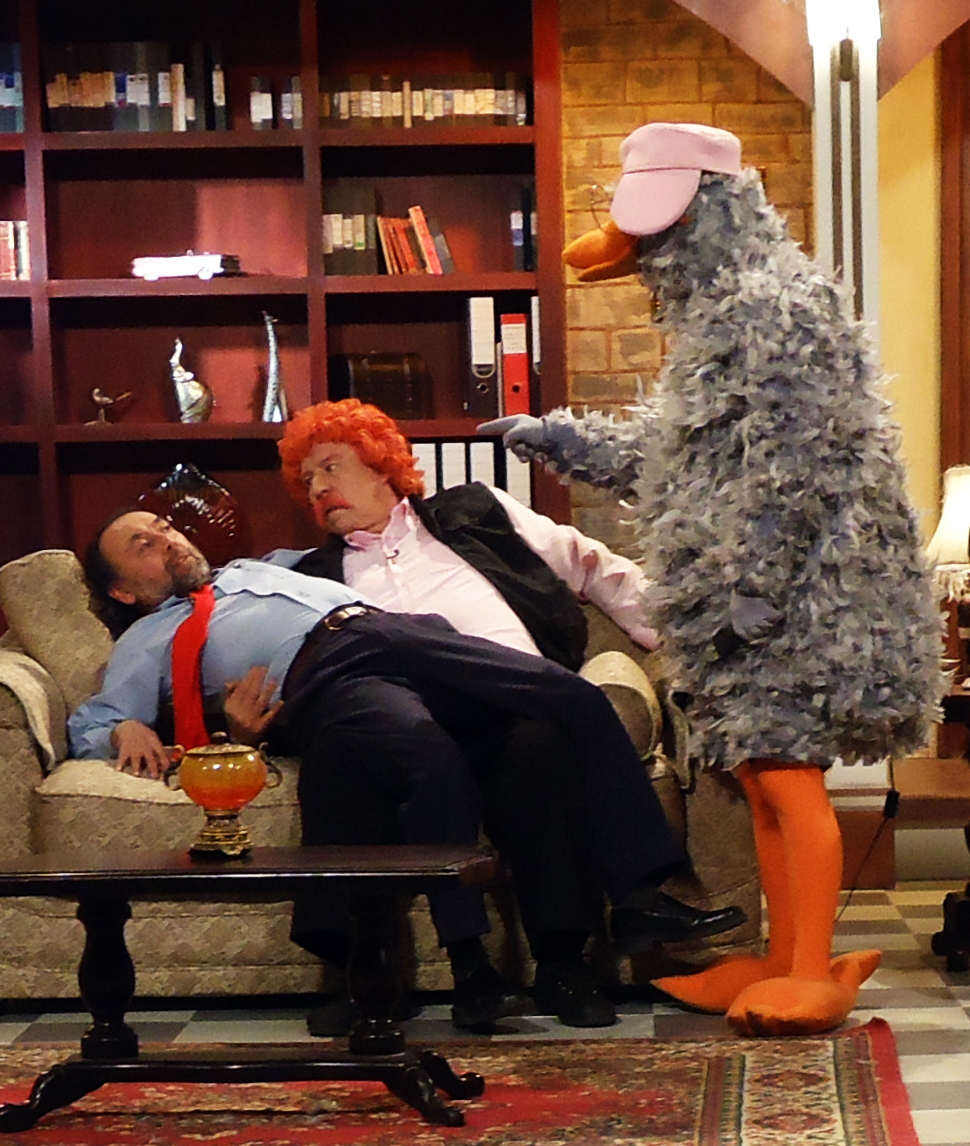
Juan Alcayaga (a la izquierda) como Don Carter, junto al Profesor Rossa y Guru-Guru, personajes de la La mansión Rossa, serie derivada de El Mundo del Profesor Rossa estrenada en 2011.

Juan Antonio Alcayaga Sasso (Antofagasta, 18 de enero de 1949) es un actor y comediante chileno, conocido por interpretar el personaje Don Carter en el programa El mundo del Profesor Rossa y sus obras derivadas.

## Biografía
Juan Alcayaga es hijo del matrimonio entre Manuel Hugo Alcayaga y Mercedes Amantina Sasso Ramos. Se formó como actor en la Universidad de Chile, donde egresó en 1975.
Inició su carrera televisiva en Televisión Nacional de Chile, con apariciones en el popular programa de humor Jappening con Ja, destacándose en el segmento El show de Pepito TV. En 1981, participó en el programa infantil de UCV Televisión Para saber y jugar.  Sin embargo, alcanzó gran reconocimiento nacional al interpretar al personaje «Don Carter» en el programa infantil El mundo del profesor Rossa. En este espacio, encarnó al cartero amigo del protagonista, cuyo nombre era una referencia humorística al expresidente estadounidense Jimmy Carter.
Tras el término de El mundo del Profesor Rossa en 2002, Alcayaga fundó su propia compañía teatral, Serotonina, y se mantuvo alejado de su icónico personaje durante una década. En 2011, reunió nuevamente al trío conformado por Iván Arenas y Claudio Moreno para el programa La mansión Rossa, una serie derivada de El mundo del Profesor Rossa, emitida en el canal Vía X entre el 8 de agosto de 2011 y el 18 de enero de 2012.
En 2012, Alcayaga se unió al programa Mentiras verdaderas, de La Red, como humorista recurrente del segmento «Viernes sin censura». Durante este período, popularizó su estilo de humor con chistes de doble sentido que denominaba el «Chiste tierno».
En marzo de 2013, emigró a Mega para formar parte del programa Más vale tarde, donde se desempeñó como comediante con el personaje «Súper Hoyo».
En enero de 2016, Alcayaga presentó a Don Carter en solitario durante el Festival del Huaso de Olmué. En 2024, participa en diversos espectáculos junto a reconocidos humoristas como Iván Arenas, Edo Caroe y Luis Slimming. Además, presenta su espectáculo en solitario titulado Cabaret.

## Filmografía

### Televisión
| Año       | Programa                    | Canal(es)      | Notas                                              |
| --------- | --------------------------- | -------------- | -------------------------------------------------- |
| 1978-1989 | Jappening con Ja            | TVN            | Como "Juan Antonio Churrubustiaga"                 |
| 1981-1982 | Para saber y jugar          | UCV Televisión | Como "Pompi"                                       |
| 1984      | Andrea, justicia de mujer   | Canal 13       | Como "Ingeniero de la mina"                        |
| 1990      | Cronicas de un hombre santo | Canal 13       | Como "Pasajero del tren (padre de niña sordomuda)" |
| 1991-2002 | El mundo del Profesor Rossa | Canal 13       | Como "Don Carter"                                  |
| 1996-1998 | Revolviéndola               | La Red         | Como "Juanito" (papá del Gorilón)                  |
| 2002      | Purasangre                  | TVN            | Como "Productor de televisión"                     |
| 2003      | Mea Culpa                   | TVN            | Como "Rogelio", episodio El Padre                  |
| 2003      | La vida es una lotería      | TVN            | 1 capítulo                                         |
| 2005      | 17                          | TVN            | 2 capítulos                                        |
| 2005      | El cuento del tío           | TVN            | 1 capítulo                                         |
| 2011-2012 | La mansión Rossa            | Vía X          | Como "Don Carter"                                  |
| 2012      | La dimensión Rossa          | TVN            | Como "Don Carter"                                  |
| 2014      | Pulseras rojas              | TVN            | 8 capítulos                                        |

### Festivales
| Año  | Programa                          | Canal(es)       | Notas                                                                                       |
| ---- | --------------------------------- | --------------- | ------------------------------------------------------------------------------------------- |
| 2012 | XLIII Festival del Huaso de Olmué | Chilevisión     | Como "Don Carter", con el elenco del Profesor Rossa.                                        |
| 2016 | XLVII Festival del Huaso de Olmué | TVN             | Como "Don Carter"                                                                           |
| 2016 | Festival de La Serena             | Sin transmisión | Como "Don Carter", con el elenco del Profesor Rossa. Fue elegido como Rey Feo del festival. |
| 2016 | Festival de San Javier            | Sin transmisión | Como "Don Carter"                                                                           |
| 2018 | Festival de Dichato               | Canal 13        | Como "Don Carter", con el elenco del Profesor Rossa.                                        |

### Cine
| Año  | Programa          | Papel      |
| ---- | ----------------- | ---------- |
| 2014 | Santiago violenta | Juanito    |
| 2016 | Argentino Ql      | Don Carter |